# Finale (Smallville)
"Finale" é o título do último episódio da série de televisão Smallville, transmitido em 5 de fevereiro de 2010 pela rede de televisão The CW Television Network como o vigésimo primeiro e vigésimo segundo episódios da décima e última temporada do seriado e também como o ducentésimo décimo sexto e ducentésimo décimo sétimo da série em geral.
A primeira parte do episódio duplo foi escrita por Al Septien e Turi Meyer e dirigida por Kevin G. Fair, e a segunda foi escrita por Kelly Souders e Brian Peterson, e dirigida por Greg Beeman.
Os episódios, escritos com antecedência durante o outono de 2010, foram concebidos para trazer com êxito um fim á série. Os produtores Brian Peterson e Kelly Souders tentou preservar o fim pretendido e imaginado pelos criadores originais da série, Alfred Gough e Miles Millar, vários anos antes. Os episódios contou com o retorno de vários ex-membros do elenco principal da série, incluindo John Schneider, Aaron Ashmore, Annette O'Toole e Michael Rosenbaum.
Após sua estreia, os episódios foram assistidos em cerca de 3,35 milhões de telespectadores.

## Sinopse
Tess Mercer (Cassidy Freeman) descobre que o planeta Apokolips está vindo para destruir a humanidade, e que Oliver Queen/Arqueiro Verde (Justin Hartley) está sob a posse de Darkseid. Enquanto isso, Lionel Luthor da Terra-2 (John Glover) tenta trazer um clone de seu filho Lex (Michael Rosenbaum) para a vida. Clark Kent (Tom Welling) finalmente percebe seu verdadeiro destino, a tempo de impedir a chegada de Darkseid na Terra. Os episódios apresentam um flashforward de sete anos para o futuro, revelando a nova persona super-herói de Clark, "Superman".